# 1795
Het jaar 1795 is het 95e jaar in de 18e eeuw volgens de christelijke jaartelling.

## Gebeurtenissen
januari
- 3 - De Franse schilder Nicolas-Jacques Conté krijgt octrooi op het grafietpotlood.
- 10 - De Franse troepen trekken de Waal over bij Zaltbommel.
- 14 - De Fransen doen een aanval op het hele gebied tussen Arnhem en Amerongen
- 16 - De Fransen bezetten Utrecht, nadat het eerder die dag capituleerde.
- 18 - Vanuit Scheveningen verlaat stadhouder Willem V van Oranje-Nassau met zijn zoons het land, en zoekt asiel in Engeland.
- 19 - De Patriotten roepen de Bataafse Republiek uit. De Britten verklaren de Bataafse Republiek onmiddellijk de oorlog en leggen vanaf dat moment Nederlandse marine- en koopvaardijschepen in Engelse havens (met name te Plymouth) aan de ketting; later worden deze formeel in beslag genomen en de bemanningen krijgsgevangen gemaakt.
- 24 - Overgave van de Nederlandse vloot aan de Franse cavalerie in Den Helder.
- 30 tot 8 februari - De stadhouder in ballingschap schrijft de Brieven van Kew aan de legerleiding in de nog niet bezette provincies Friesland en Zeeland, en in de koloniën. Hij roept hen op verzet te (blijven) bieden tegen de Fransen en zo nodig hun gebied tijdelijk over te dragen aan de Engelse bondgenoten.

februari
- 3 - Vier Friese hoofdelingen onderhandelen als vertegenwoordiger van de Staten van Friesland in Zwolle met Daendels. Ze moeten plechtig beloven dat alle wegens de troebelen van 1787 veroordeelde patriotten gratie krijgen en de lopende procedures tegen hen onmiddellijk worden opgeschort. Ook dienen alle sancties tegen de burgerbewapening ongedaan te worden gemaakt. Op straffe van het verlies van hun leven moeten de delegatieleden ten slotte zweren dat de Staten van Friesland zich op geen enkele wijze tegen de komende revolutie zullen verzetten.
- 9 -  Het schilderij De dood van Marat van Jacques-Louis David wordt uit de Nationale Conventie verwijderd, nu de cultus rond Marat in ongenade is gevallen.
- 25 - De Staten-Generaal besluiten het stadhouderschap af te schaffen.

maart
- 4 - In de plaats van de Raad van State wordt het Comité te Lande benoemd.
- 6 - Afschaffing galgenvelden en galgenbergen in Holland.
- 22 - Voor het stadhuis van Alkmaar wordt een vrijheidsboom ingewijd.

april
- 5 - Vrede van Bazel tussen Frankrijk en koninkrijk Pruisen. Frankrijk blijft in het bezit van de Pruisische gebieden op de linker Rijnoever in afwachting van een algemene vrede tussen Frankrijk en het Heilige Roomse Rijk. Geheime artikelen over territoriale veranderingen.
- 7 - In het revolutionaire Frankrijk wordt de decimale indeling van de dag na een half jaar weer afgeschaft. Tegelijk worden decimaal verdeelde maten en gewichten ingevoerd.
- 8 - De latere koning George IV van het Verenigd Koninkrijk treedt in het huwelijk met Caroline van Brunswijk.

mei
- 16 - Het Verdrag van Den Haag met Frankrijk maakt de jonge Bataafse Republiek tot een vazalstaat.

juni
- 4 - De Britse ontdekkingsreiziger Mungo Park bereikt de kust van Afrika.
- 14 - Een grote retourvloot uit Nederlands-Indië wordt bij Sint-Helena overvallen en opgebracht door Engelsen. De VOC komt het verlies van schepen, bemanning en vracht niet meer te boven.
- 18 - Charles-Gilbert Romme, voorzitter van de Franse parlementscommissie voor onderwijs en belangrijkste ontwerper van de Franse republikeinse kalender, wordt ter dood veroordeeld.
- 27 - In Frankrijk worden alle hypotheken openbaar.

juli
- 22 - De Vrede van Bazel tussen Frankrijk en Spanje maakt een einde aan de Pyreneeënoorlog. Spanje staat zijn deel van Hispañola af.
- Luikse revolutionairen halen de toren van de Sint-Lambertuskathedraal neer.

augustus
- 4 - Koning Frederik Willem II van Pruisen verklaart  het Rassemblement van Osnabrück, een hergroepering van het Staatse leger buiten de Nederlanden,  onverenigbaar met de Vrede van Bazel.
- 7 - De Slag om Muizenberg begint, waarin Nederland uiteindelijk Kaap de Goede Hoop verliest aan England.
- 16 - In de Leeuwarder Jacobijnerkerk worden de graven van de Friese stadhouderlijke familie geschonden door patriotten.
- 17 - Slavenopstand op Curaçao, aangevoerd door Tula.
- 22 - In Frankrijk wordt een nieuwe grondwet bekrachtigd. Er wordt een tweekamerstelsel geïnstalleerd; een Raad van Vijfhonderd en een Raad van Ouden. De uitvoerende macht komt bij een Directoire van vijf leden.
- 28 - Vrede van Bazel tussen Frankrijk en Hessen-Kassel. Rheinfels, Sankt Goar en het op de linker Rijnoever gelegen deel van het graafschap Katzenelnbogen blijven bij Frankrijk tot de sluiting van een algemene vrede.

september
- 22 - Met een dienst in Spa Fields Chapel gaat het Londens Zendingsgenootschap van start.

oktober
- 1 - De Oostenrijkse Nederlanden, het prinsbisdom Luik, Maastricht en omgeving en het Pruisische Kleef worden  door de Franse Republiek geannexeerd als "départements belgiques" (te vertalen als "Nederlandse departementen"). Alle eeuwenoude privaatrechtelijke en publieke gebruiken worden afgeschaft. Er worden arrondissementen en gemeentes ingesteld. Gemeentes met minder dan 5000 inwoners krijgen geen eigen bestuur maar worden ingedeeld in kantonmunicipaliteiten.
- 3 - De leiders van de slavenopstand op Curaçao worden terechtgesteld.
- 5 - In Frankrijk wordt een royalistische opstand bij de Saint-Rochkerk in Parijs door de jonge officier Napoleon Bonaparte neergeslagen.
- 19 - Opheffing van de Sociëteit van Suriname.
- 25 - Oprichting van het Institut de France als koepel van Academies van kunsten en wetenschappen.
- 26 - Frankrijk lijft het hertogdom Bouillon in.
- 26 - Bij het sluiten van de Nationale Conventie krijgen Joseph Fouché, Jacques Louis David en Gracchus Babeuf amnestie.
- 27 - Ondertekening in Madrid van het Verdrag van San Lorenzo de El Escorial. Spanje draagt gebied ten oosten van de Mississippi aan de VS over (onder andere Alabama).

november
- 2 - President George Washington verleent gratie aan de leiders van de Whiskey-opstand: het eerste "presidential pardon".
- 2 - In Frankrijk treedt het Directoire aan als uitvoerend bewind.
- 24 - Het kwijnende Antwerpse Sint-Lucasgilde wordt definitief afgeschaft.
- 25 - Met de Derde Poolse Deling verdwijnt Polen van de landkaart; Koerland wordt een deel van Rusland.

december
- 13 - Een meteoriet treft Wold Newton in het Engelse Yorkshire. Later zal de sciencefictionschrijver Philip José Farmer deze gebeurtenis als basis voor zijn Wold Newton family-verhalen gebruiken.
- 24 - De Staten-Generaal besluiten dat de Vereenigde Oostindische Compagnie zal worden opgeheven. Maar ze blijft bestaan totdat de laatste bezittingen van de VOC in handen komen van de Bataafse Republiek.

zonder datum
- Zweden erkent als eerste monarchie de Franse Republiek.
- Fort Edmonton (Canada) wordt gesticht door de Hudson's Bay Company.
- De Pruis Franz Carl Achard construeert een mobiele veldtelegraaf.
- De Zwitsers-Franse horlogemaker Abraham Louis Breguet vindt de tourbillon uit, een aanpassing om de loop van zakhorloges regelmatiger te maken.

## Muziek
- Joseph Haydn voltooit zijn laatste symfonie de Symfonie nr 104 (Londense Symfonie)
- Ludwig van Beethoven componeert zijn  Pianotrio's Opus 1 en het Strijkkwintet Opus 4

## Beeldende kunst

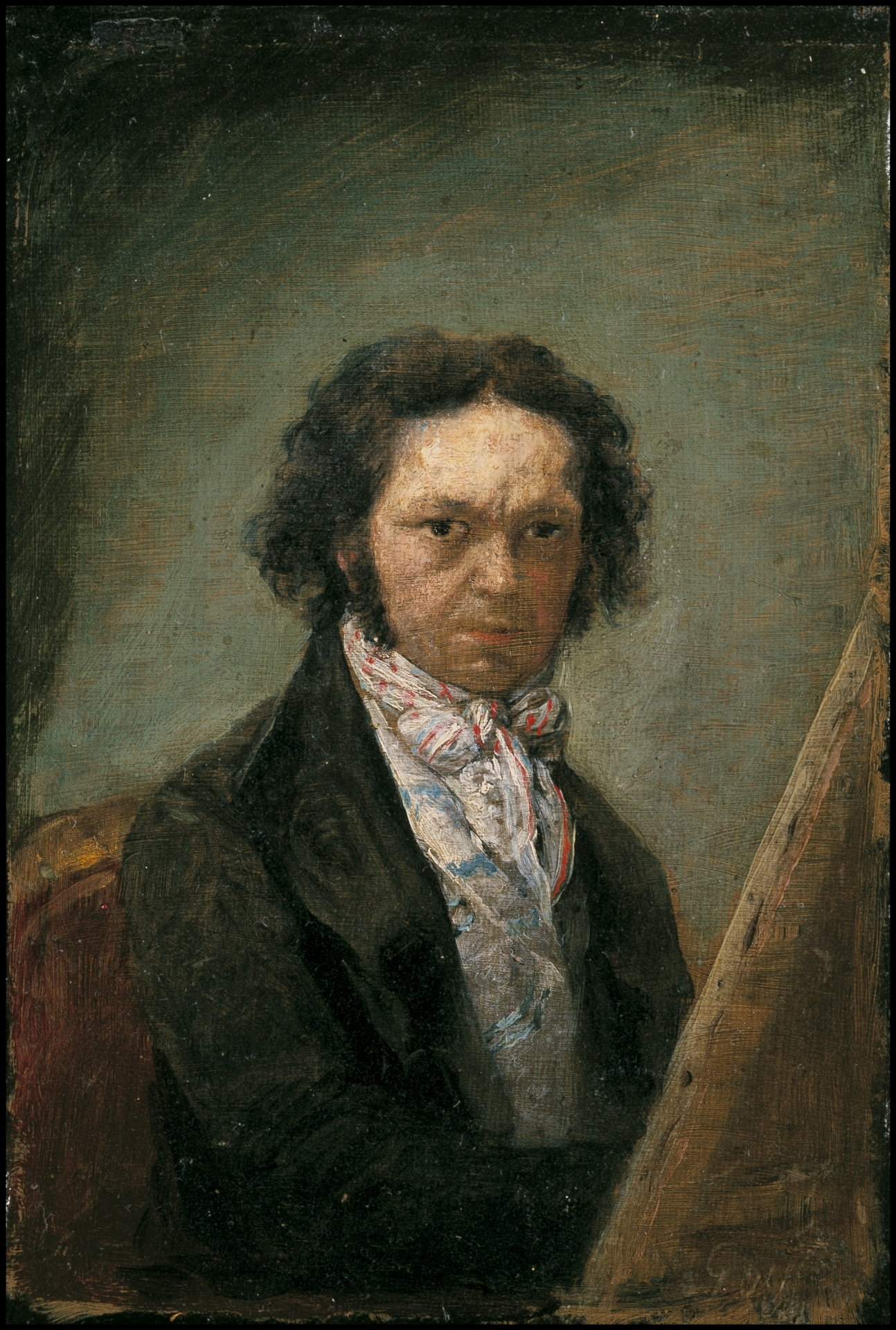
Zelfportret (1795), Francisco Goya, Museo del Prado

## Bouwkunst

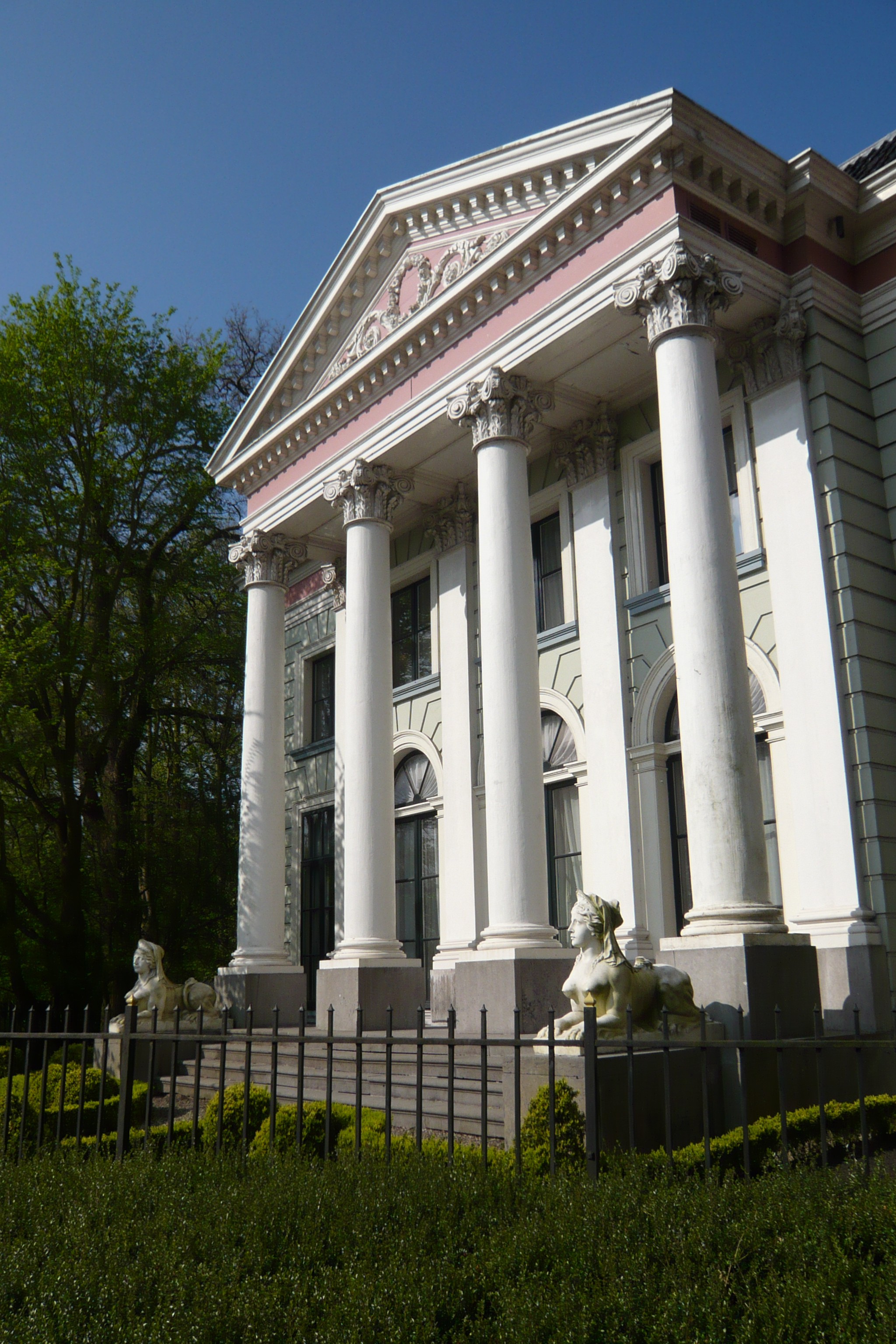
Huis Eindenhout, Haarlem (1795)

## Geboren
januari
- 18 - Anna Paulowna, echtgenote van koning Willem II, koningin van Nederland 1840-1849 (overleden 1865)

februari
- 10 - Ary Scheffer, Nederlands-Frans kunstschilder (overleden 1858)

april
- 14 - Pedro Albéniz y Basanta, Spaans componist, muziekpedagoog, organist en pianist (overleden 1855)

mei
- 2 - Narciso Clavería, Spaans militair, politicus en gouverneur-generaal van de Filipijnen (overleden 1851)

juni
- 21 - Mark John Currie, Brits militair en Australisch pionier (overleden 1874)

juli
- 1 - Theodor Lachner, Duits organist (overleden 1877)
- 24 - John Hutt, 2e gouverneur van West-Australië (overleden 1880)

augustus
- 27 - Joannes Paredis, Nederlands  r.k. bisschop (overleden 1886)

september
- 16 - Saverio Mercadante, Italiaans operacomponist (overleden 1870)

oktober
- 31 - John Keats, Engels dichter (overleden 1821)

november
- 2 - James K. Polk, elfde president van de Verenigde Staten (overleden 1849)

december
- 4 - Thomas Carlyle, Engels essayschrijver (overleden 1881)
- 21 - Leopold von Ranke, Duits historicus (overleden 1886)

datum onbekend
- Richard Gibson, Amerikaans kunstenaar (overleden 1855)

## Overleden
januari
- 3 - Josiah Wedgwood (64), pottenbakker
- 26 - Johann Christoph Friedrich Bach (62), Duits componist

februari
- 11 - Carl Michael Bellman (55), Zweeds dichter en componist

maart
- 21 - Giovanni Arduino (80), geoloog

juni
- 8 - Lodewijk XVII van Frankrijk (10)

augustus
- 31 - François Philidor (68), Frans meester in blindschaken

september
- 19 - Tula, onafhankelijkheidsstrijder en aanvoerder slavenopstand, ter dood gebracht te Curaçao

november
- 6 - Georg Benda (73), Tsjechisch componist, klavecinist, violist en hoboïst